# Degen
Degen (, toponimo romancio; in tedesco Igels, desueto, ufficiale fino al 1983) è una frazione di 196 abitanti del comune svizzero di Lumnezia, nella regione Surselva (Canton Grigioni).

## Storia

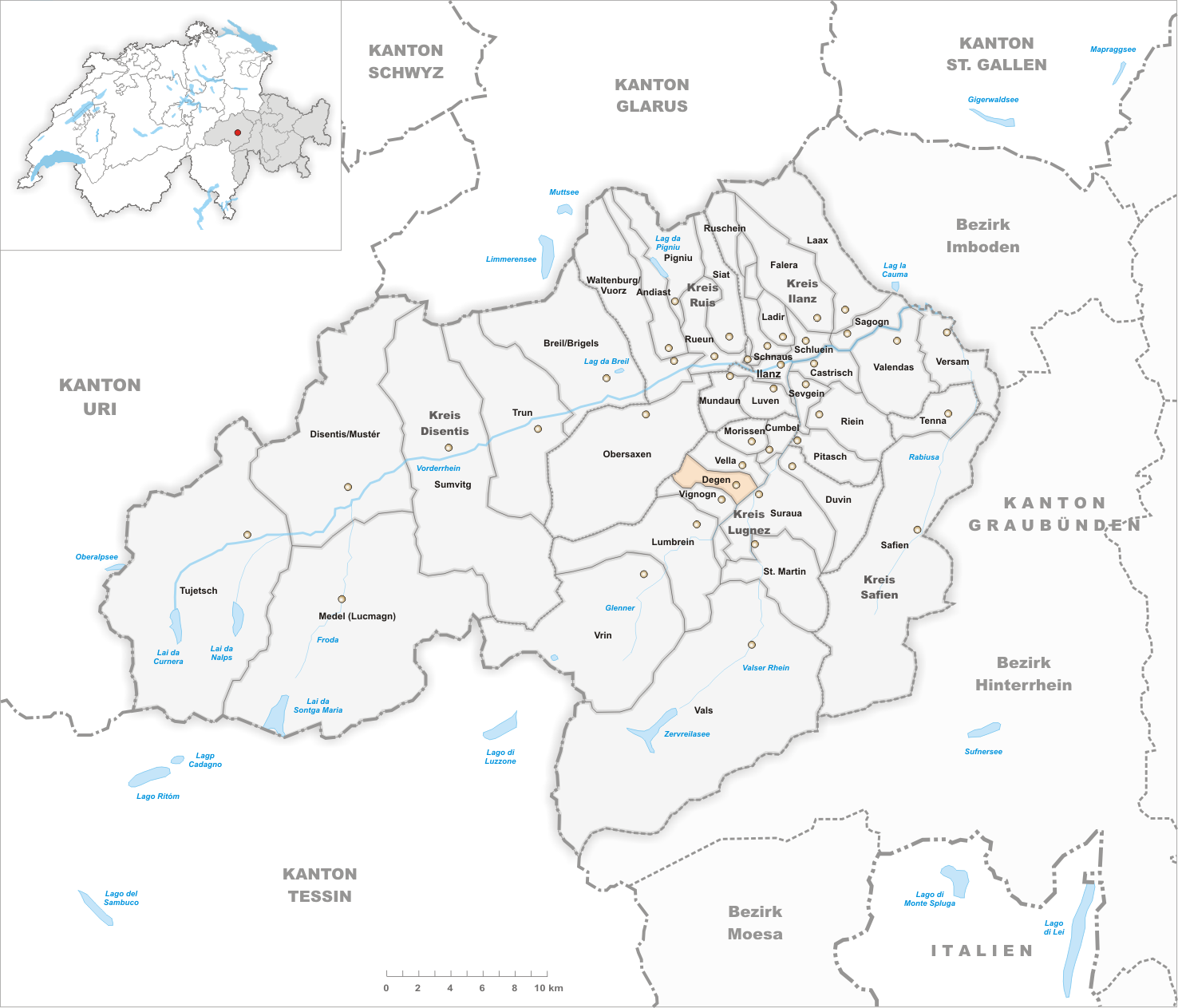
Il territorio del comune di Degen prima degli accorpamenti comunali del 2013

Già comune autonomo che si estendeva per 6,72 km² e che comprendeva anche le frazioni di Rumein e Vattiz, il 1º gennaio 2013 è stato aggregato agli altri comuni soppressi di Cumbel, Lumbrein, Morissen, Suraua, Vella, Vignogn e Vrin per formare il nuovo comune di Lumnezia.

## Monumenti e luoghi d'interesse
- Chiesa cattolica di Santa Maria, eretta nell'VIII secolo e ricostruita nel 1504[2];
- Cappella di San Sebastiano, eretta nel XIII secolo[2];
- Cappella di Rumein, eretta nel 1669[2];
- Cappella di Vattiz, eretta nel 1700[2].

## Società

### Evoluzione demografica
L'evoluzione demografica è riportata nella seguente tabella:
Abitanti censiti